# Avintia Racing
Avintia Racing — іспанська спортивна команда, яка бере участь у чемпіонаті світу з шосейно-кільцевих мотоперегонів MotoGP. Заснована іспанською будівельною групою «Avintia Group». У сезоні 2016 виступає під назвою «Avintia Racing» у класі MotoGP з гонщиками Ектором Барберою та Лорісом Базом.

## Історія
У 2012 році «Avintia Racing» була об'єднана з командою «By Queroseno Racing» (BQR).
Сезон 2014 виявився складним для команди. Гонщики Ектор Барбера та Майк Ді Меліо не могли конкурувати з найкращими гонщиками, тому лише кілька разів попали у залікову 15-ку. Найкращим результатом стало 12-е місце Ді Меліо на Гран-Прі Індіанаполісу. Відповідно, команда у заліку конструкторів займала місця внизу турнірної таблиці. З метою покращення результатів керівництво команди в другій половині сезону уклало контракт з «Ducati Corse» на лізинг мотоциклів
марки у сезонах 2015-2016. Цей контракт дозволив Ектору Барбері виступати на Ducati GP14 вже з Гран-Прі Арагону. Як наслідок, на Гран-Прі Австралії Барбера зміг зайняти 5-те місце та покращити свої результати загалом.
В сезоні 2015 команду продовжили представляти Барбера та Ді Меліо. Ектор тріумфував у заліку гонщиків категорії Open, тоді як Майк лише зрідка фінішував у заліковій зоні. За підсумками сезону іспанець став 15-им, а француз — 24-им.

### Статистика сезонів
| Сезон | Клас   | Назва команди   | Мотоцикл                | №  | Гонщик           | Гонки | Пер | Под | ПП | НК | ОГ  | МГ | Очки | Місце |
| ----- | ------ | --------------- | ----------------------- | -- | ---------------- | ----- | --- | --- | -- | -- | --- | -- | ---- | ----- |
| 2011  | Moto2  | Avintia-STX     | FTR                     | 9  | Кенні Ноєс       | 17    | 0   | 0   | 0  | 0  | 11  | 28 | —    | —     |
| 2012  | MotoGP | Avintia Blusens | BQR                     | 68 | Йонні Ернандес   | 15    | 0   | 0   | 0  | 0  | 28  | 17 | 44   | 10    |
| 2012  | MotoGP | Avintia Blusens | BQR                     | 22 | Іван Сілва       | 16    | 0   | 0   | 0  | 0  | 12  | 23 | 44   | 10    |
| 2012  | Moto2  | Blusens Avintia | Suter                   | 60 | Хуліан Сімон     | 17    | 0   | 2   | 0  | 0  | 79  | 13 | —    | —     |
| 2012  | Moto3  | Blusens Avintia | FTR Honda               | 25 | Маверік Віньялес | 15    | 5   | 7   | 5  | 1  | 207 | 3  | —    | —     |
| 2013  | MotoGP | Avintia Blusens | FTR                     | 8  | Ектор Барбера    | 18    | 0   | 0   | 0  | 0  | 35  | 16 | 49   | 10    |
| 2013  | MotoGP | Avintia Blusens | FTR                     | 7  | Хіросі Аояма     | 16    | 0   | 0   | 0  | 0  | 13  | 20 | 49   | 10    |
| 2013  | Moto2  | Blusens Avintia | Kalex                   | 24 | Тоні Еліас       | 11    | 0   | 0   | 0  | 0  | 21  | 18 | —    | —     |
| 2013  | Moto2  | Blusens Avintia | Kalex                   | 9  | Кайл Сміт        | 9     | 0   | 0   | 0  | 0  | 0   | —  | —    | —     |
| 2014  | MotoGP | Avintia Blusens | Avintia GP14            | 8  | Ектор Барбера    | 18    | 0   | 0   | 0  | 0  | 26  | 18 | 34   | 10    |
| 2014  | MotoGP | Avintia Blusens | Ducati Desmosedici GP14 | 8  | Ектор Барбера    | 18    | 0   | 0   | 0  | 0  | 26  | 18 | 34   | 10    |
| 2014  | MotoGP | Avintia Blusens | Avintia GP14            | 63 | Майк Ді Меліо    | 18    | 0   | 0   | 0  | 0  | 9   | 25 | 34   | 10    |
| 2015  | MotoGP | Avintia Racing  | Ducati Desmosedici GP14 | 8  | Ектор Барбера    | 18    | 0   | 0   | 0  | 0  | 33  | 15 | 41   | 9     |
| 2015  | MotoGP | Avintia Racing  | Ducati Desmosedici GP14 | 63 | Майк Ді Меліо    | 18    | 0   | 0   | 0  | 0  | 8   | 24 | 41   | 9     |

## Цікаві факти
- У сезоні 2012 року колумбійський гонщик «Avintia Racing» Йонні Ернандес не тільки не отримував заробітну плату за свої виступи, але ще й змушений був платити команді за право виступати у її складі. Сума становила 250 000 €.[3]
- На початку 2015 року команда виставила на продаж свої гоночні мотоцикли попередніх сезонів: 4 моделі сезону 2013 пропонувались за ціною 35 тис. €, 3 байка сезону 2014 — по 50 тис. € та один повністю підготовлений для участі у змаганнях мотоцикл з програмним забезпеченням від Dorna Sports та електронікою Magneti Marelli вартістю 100 тис. €[4].

## Зовнішні посилання
- Офіційний сайт команди [Архівовано 21 серпня 2013 у Wayback Machine.] (англ.)
- Avintia Racing [Архівовано 17 вересня 2013 у Wayback Machine.] на офіційному сайті MotoGP (англ.)